# Спенсер-Черчилль, Джон Джордж Вандербильт Генри, 11-й герцог Мальборо
Джон Джордж Вандербильт Генри Спенсер-Черчилль, 11-й герцог Мальборо (13 апреля 1926, Бленхaймский дворец — 16 октября 2014, Бленхaймский дворец) — английский аристократ и английский пэр. Старший сын полковника Джона Спенсера-Черчилля (1897—1972), 10-го герцога Мальборо (1934—1972) и леди Александры Хильды Мэри Кадоган (1900—1961). Внук кузена британского премьер-министра сэра Уинстона Черчилля. Дальний родственник принцессы Дианы Уэльской.

## Биография
Родился 13 апреля 1926 года в Бленхеймском дворце, родовом имении герцогов Мальборо в графстве Оксфордшир. С рождения носил титул графа Сандерленда. В 1934 году, когда его отец стал 10-м герцогом Мальборо, Джон Джордж Вандербильт Генри Спенсер-Черчилль принял титул маркиза Блэндфорда.
Получил образование в Итонском колледже (город Итон, графство Беркшир), затем семь лет служил в лейб-гвардии, где дослужился до чина капитана.
11 марта 1972 года после смерти своего отца Джон Спенсер-Черчилль унаследовал титул герцога Мальборо и место в Палате лордов. Взял на себя управление Бленхейскими дворцом и имением Бленхейм. Занимал должности мирового судьи и заместителя лорда-лейтенанта Оксфордшира.
Герцог Мальборо проживал в своей родовой резиденции (Бленхеймский дворец) в Вудстоке (графство Оксфордшир). В списке самых богатых людей мира газеты «The Sunday Times» в 2004 году он занимал 224 место, его состояние оценивалось в 185 миллионов фунтов стерлингов.
16 октября 2014 года 88-летний Джон Джордж Вандербильт Генри Спенсер-Черчилль, 11-й герцог Мальборо, скончался в Бленхеймском дворце.

## Браки и дети
1-я жена с 19 октября 1951 года Сьюзан Мэри Хорнби (1929—2005), дочь Майкла Чарльза Сент-Джона Хорнби и Николетт Джоан Уорд. Супруги развелись в 1961 году и имели трёх детей:
- Лорд Джон Дэвид Айвор Спенсер-Черчилль, граф Сандерленд (1952—1955),
- Лорд Чарльз Джеймс Спенсер-Черчилль, 12-й герцог Мальборо (род. 1955)
- Леди Генриетта Мэри Спенсер-Черчилль (род. 1958), интерьерный дизайнер

2-я жена с 23 октября 1961 года Афина Онассис (1929—1974), урожденная Ливанос, дочь Ставроса Ливаноса и бывшая жена Аристотеля Онассиса. Брак был бездетным, супруги развелись в 1971 году.
3-я жена с 20 мая 1972 года графиня Росита Дуглас (род. 1943), дочь шведского графа Карла Дугласа (1908—1961) и Отторы Хаас-Хайе (1910—2001). Супруги развелись 15 мая 2008 года, у них было трое детей:
- Лорд Ричард Спенсер-Черчилль (род. 1973 и умер через четыре месяца)
- Лорд Эдвард Альберт Чарльз Спенсер-Черчилль (род. 1974), обвенчавшийся 7 июля 2018 года с Кимберли Хаммерстром.
- Леди Александра Элизабет Спенсер-Черчилль (род. 1977)

4-я жена с 3 декабря 2008 года Лили Махтани, урожденная Сахи (род. ок. 1957), бывшая жена индийского бизнесмена Ратана Махтани, от брака с которым у неё было трое детей.